# Ononis ×pseudohircina
Ononis ×pseudohircina is een nothosubspecies van de plantensoort Ononis spinosa. Ze omvat de hybriden van twee ondersoorten van de voornoemde soort: kruipend stalkruid en kattendoorn.